# Episodi di California (settima stagione)
Questa voce contiene trame, dettagli e crediti dei registi e degli sceneggiatori della settima stagione della serie televisiva California.
Negli Stati Uniti d'America, è stata trasmessa per la prima volta dalla CBS dal 19 settembre 1985 all'8 maggio 1986, posizionandosi al 17º posto nei rating Nielsen di fine anno con il 19,5% di penetrazione e con una media di quasi 17 milioni di spettatori.
Il cast regolare di questa stagione è composto da: Alec Baldwin (Joshua Rush), William Devane (Gregory Sumner), Kevin Dobson ('Mack' Patrick MacKenzie), Julie Harris (Lilimae Clements), Lisa Hartman (Cathy Geary Rush), Michele Lee (Karen MacKenzie), Constance McCashin (Laura Avery Sumner), Donna Mills (Abby Ewing), Ted Shackelford (Gary Ewing), Douglas Sheehan (Ben Gibson), Joan Van Ark (Valene Ewing Gibson).
| nº | Titolo originale         | Titolo italiano              | Prima TV USA      | Prima TV Italia |
| -- | ------------------------ | ---------------------------- | ----------------- | --------------- |
| 1  | The Longest Day          | Un'attesa angosciosa         | 19 settembre 1985 |                 |
| 2  | Here in My Arms          | Di chi sono quei due bambini | 26 settembre 1985 |                 |
| 3  | While the Cat's Away     | Quando manca il gatto...     | 3 ottobre 1985    |                 |
| 4  | The Christening          | Il battesimo                 | 10 ottobre 1985   |                 |
| 5  | A Little Assistance      | Un aiuto indesiderato        | 17 ottobre 1985   |                 |
| 6  | A Question of Trust      | Un socio troppo in gamba     | 24 ottobre 1985   |                 |
| 7  | Awakenings               | Tradimenti                   | 31 ottobre 1985   |                 |
| 8  | Pictures at a Wedding    | Immagini di un matrimonio    | 7 novembre 1985   |                 |
| 9  | Until Parted by Death    | Finalmente sposi             | 14 novembre 1985  |                 |
| 10 | Rise and Fall            | Fine di una vita             | 21 novembre 1985  |                 |
| 11 | To Sing His Praise       | Pazzia suicida               | 28 novembre 1985  |                 |
| 12 | All's Well               | La caccia continua           | 12 dicembre 1985  |                 |
| 13 | Aftershocks              | Dopo l'esplosione            | 19 dicembre 1985  |                 |
| 14 | Unbroken Bonds           | La famiglia è sacra          | 26 dicembre 1985  |                 |
| 15 | Web of Lies              | Ragnatela di bugie           | 2 gennaio 1986    |                 |
| 16 | The Confession           | La confessione (b)           | 9 gennaio 1986    |                 |
| 17 | Alterations              | Interferenze                 | 16 gennaio 1986   |                 |
| 18 | Friendly Enemies         | Una chiave per sognare       | 23 gennaio 1986   |                 |
| 19 | A Key to a Woman's Heart | Come conquistare una donna   | 30 gennaio 1986   |                 |
| 20 | A Very Special Gift      | Un regalo molto speciale     | 6 febbraio 1986   |                 |
| 21 | Irrevocably Yours        | Una scomoda eredità          | 13 febbraio 1986  |                 |
| 22 | High School Confidential | La verità su Jill Bennett    | 27 febbraio 1986  |                 |
| 23 | Distant Rumblings        | Non si fugge dal passato     | 6 marzo 1986      |                 |
| 24 | Phoenix Rises            | La fenice risorge sempre     | 20 marzo 1986     |                 |
| 25 | The Legacy               | I demoni di Empire Valley    | 27 marzo 1986     |                 |
| 26 | Arsenic and Old Waste    | Amore e veleno               | 3 aprile 1986     |                 |
| 27 | A Change of Heart        | Sentimenti che mutano        | 10 aprile 1986    |                 |
| 28 | His Brother's Keeper     | Un fratello ambizioso        | 24 aprile 1986    |                 |
| 29 | Thicker Than Water       | Acque torbide                | 1º maggio 1986    |                 |
| 30 | The Longest Night        | La notte più lunga           | 8 maggio 1986     |                 |